# Cobram
Cobram est une ville australienne située dans la zone d'administration locale du comté de Moira, dont elle est le siège, dans l'État du Victoria.

## Géographie
La ville est établie dans la région de Hume, sur la rive sud du Murray qui forme la frontière entre le Victoria et la Nouvelle-Galles du Sud, à 260 km au nord de Melbourne. Sa ville jumelle Barooga est située sur la rive nord du fleuve. Cobram est environnée de vergers et de vignobles.

## Démographie
| 2006  | 2011  | 2016  | 2021  |
| ----- | ----- | ----- | ----- |
| 5 531 | 6 018 | 6 014 | 6 148 |